# Ziziphora
Ziziphora, biljni rod jednogodišnjeg bilja i polugrmova iz porodice usnača smješten u podtribus Clinopodiinae, dio tribusa Saturejeae, potporodica Nepetoideae. 
Rod je raširen po Aziji, južnoj i istočnoj Europi i sjeverozapadnoj Africi. Na području Mediterana prisutna je Z. capitata, biljka aromatičnih listova, koja može narasti tek od 3 do 12 cm.
Zasada je 14 priznatih vrsta

## Vrste
1. Ziziphora aragonensis Pau
2. Ziziphora capitata L.
3. Ziziphora clinopodioides Lam.
4. Ziziphora galinae Juz.
5. Ziziphora hispanica L.
6. Ziziphora pedicellata Pazij & Vved.
7. Ziziphora persica Bunge
8. Ziziphora puschkinii Adams
9. Ziziphora raddei Juz.
10. Ziziphora suffruticosa Pazij & Vved.
11. Ziziphora taurica M.Bieb.
12. Ziziphora tenuior L.
13. Ziziphora vichodceviana Tkatsch. ex Tulyag.
14. Ziziphora woronowii Maleev